# Teicha (Rietschen)

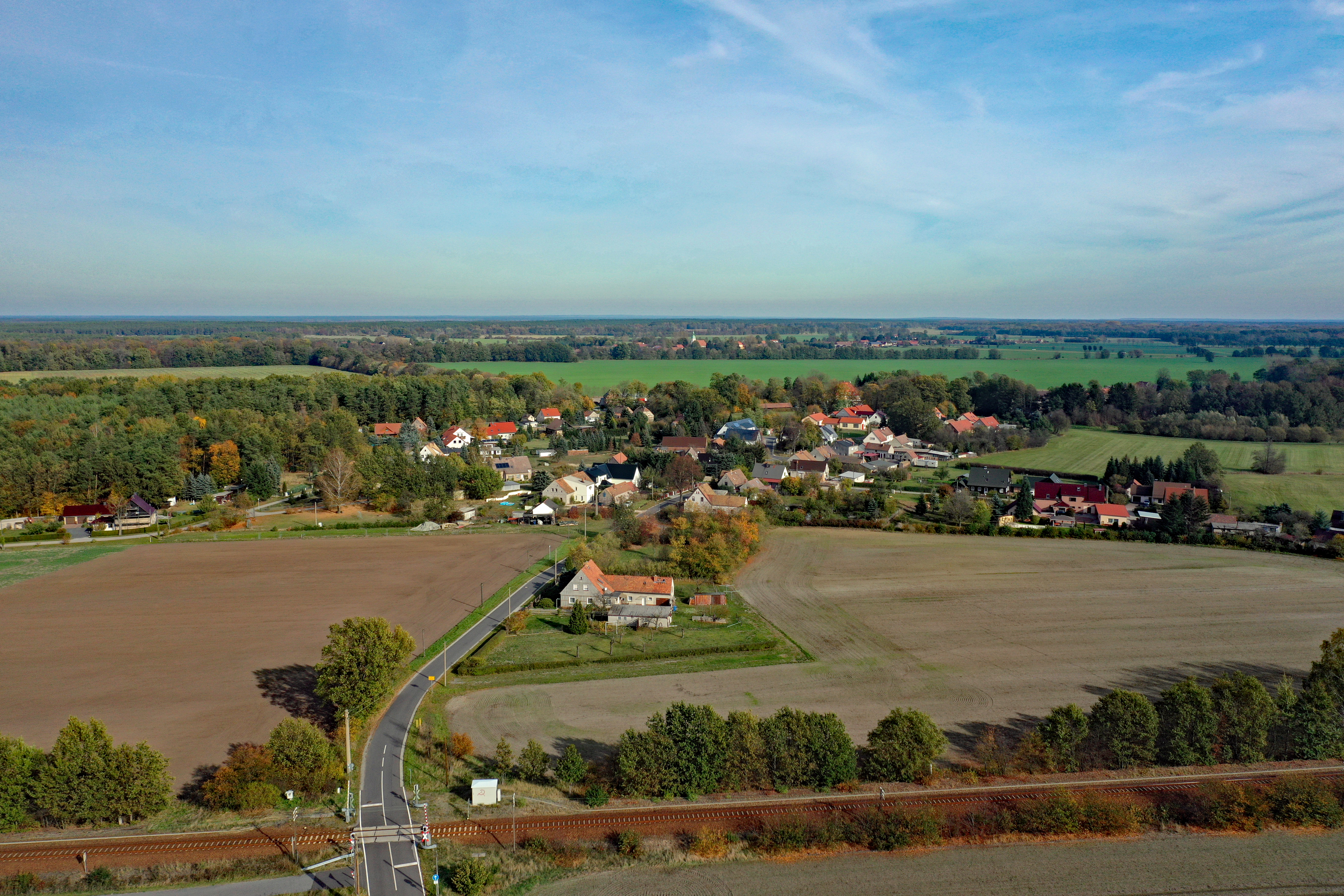
Luftbild 2019

Teicha (1936–1947 Teichrode), obersorbisch Hatk, ist ein Ortsteil der Gemeinde Rietschen im sächsischen Landkreis Görlitz. Die Gutssiedlung liegt im sorbischen Siedlungsgebiet in der Oberlausitz.

## Geographie

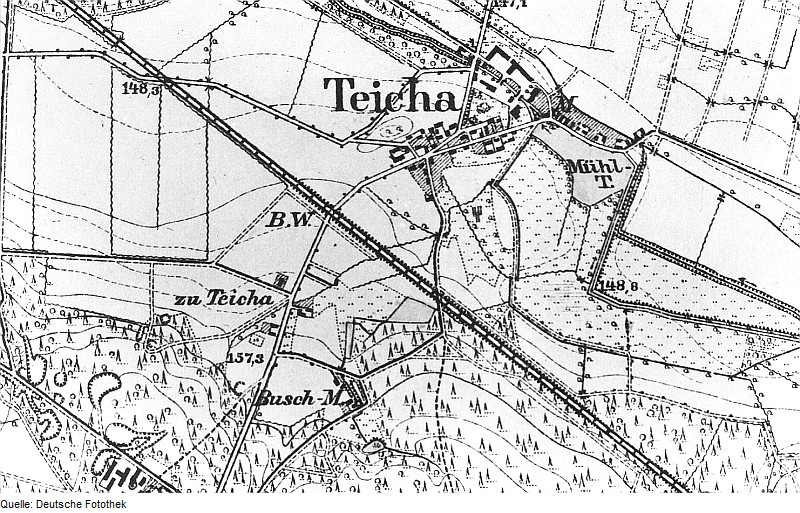
Historisches Messtischblatt, Sekt. Mücka, Nr. 2692 mit Teicha, 1887

Teicha liegt am Nordrand des Teichaer Hügelzuges, der den letzten Ausläufer des Lausitzer Berglands darstellt, südöstlich von Rietschen an der nordwestlichen Seite der Bahnstrecke Berlin–Görlitz zwischen den Bahnhöfen Rietschen und Hähnichen. Den Ort umgeben vorwiegend Wiesen und Felder, südlich und westlich schließt sich daran ein Waldgebiet an, nördlich und östlich hingegen liegt ein ausgedehntes Teichgebiet. Von den Bergen kommen der Neugraben und das Verlorene Wasser, der Weiße Schöps fließt nordöstlich um Teicha in Richtung Rietschen. Südöstlich an das Siedlungsgebiet grenzen der Mühlteich und der größere Haferteich.
Angrenzende Orte sind Rietschen und Neuhammer im Nordwesten, Daubitz im Nordosten, Quolsdorf und Hähnichen im Südosten, Zedlig im Südwesten sowie Nieder Prauske im Westen.
Das Dorf gliedert sich in die Dorfteile Teicha, Neu-Teicha, Buschmühle und Alte Ziegelei.

## Geschichte

### Ortsgeschichte
Ein in der Gemarkung gefundenes bronzezeitliches Gräberfeld belegt eine vorgeschichtliche Siedlungstätigkeit. Bei einer ergebnislosen Suche nach Braunkohle wurden 1828 größere Teile tertiärer pflanzlicher Fossilien unter einem schwach ausgeprägten Flöz entdeckt.
Die älteste bekannte urkundliche Erwähnung Teichas datiert auf das Jahr 1366, als im ältesten Görlitzer Stadtbuch ein Nickil von dem Tiche Niederschrift fand. Bis Anfang des 16. Jahrhunderts gehörte das Dorf noch zur Grundherrschaft Daubitz, spätestens ab 1532 wurde diese dann vom Rittergut in Teicha ausgeübt.
Bereits in vorreformatorischer Zeit war Teicha nach Daubitz eingepfarrt. Als in Daubitz während oder kurz nach der Reformation auch eine Schule eingerichtet wurde, wurde Daubitz zugleich auch Schulort der Teichaer Kinder.
Im Zuge des Prager Friedens kam Teicha mit der Ober- und Niederlausitz 1635 vom Königreich Böhmen an das Kurfürstentum Sachsen. Das 1806 zum Königreich erhobene Sachsen musste beim Wiener Kongress große Gebietsabtretungen an Preußen akzeptieren, so dass auch Teicha ab 1815 für die nächsten 130 Jahre preußisch wurde. Im Rahmen einer Verwaltungsreform kam Teicha 1816 an den neu gegründeten Landkreis Rothenburg (Ob. Laus.) in der preußischen Provinz Schlesien. Dessen erster Landrat war Friedrich Wilhelm Heinrich von Roeder, dem bis 1813 das Gut Teicha gehörte.
Im 18. und 19. Jahrhundert wurden mit Wasserkraft zwei Mühlen, darunter eine Ölmühle, betrieben; eine wasserkraftbetriebene Garnbleiche existierte bis 1895.
Die 1907 gegründete Bergbaugesellschaft Teicha, das spätere Schamottewerk Rietschen, widmete sich dem Abbau der Lehm- und Tonvorkommen, die unter anderem von einer Ziegelei und zwei Töpfereien weiterverarbeitet wurden.
Teicha besitzt seit dem Jahr 1915 eine eigene Freiwillige Feuerwehr.
Nach dem Zweiten Weltkrieg kam Teicha 1945 mit dem westlich der Lausitzer Neiße liegenden Teil der preußischen Oberlausitz wieder an das Land Sachsen und wurde bei der Verwaltungsreform von 1952 dem Kreis Weißwasser im Bezirk Cottbus zugeordnet.
Der Görlitzer Tuchfabrikant Lehmann kaufte 1945 den Gutshof, wo er eine Gaststätte mit wöchentlichen Tanz- und Kinoveranstaltungen einrichtete. Seit 1948 war das Herrenhaus an den Landkreis verpachtet, der darin eine Tuberkuloseheilstätte unterbrachte. Das Gebäude ging 1957 in Volkseigentum über  und diente von 1966 bis 1990 als Außenstelle des Krankenhauses Weißwasser zur Versorgung von bis zu 40 chronisch Kranken.
Am 15. März 1992 schlossen sich die vier Gemeinden Daubitz, Rietschen, Teicha und Viereichen zur heutigen Gemeinde Rietschen zusammen.

### Bevölkerungsentwicklung
Für den sächsischen Landesrezess im Jahr 1777 wurden in Teicha 3 Gärtner und 17 Häusler ermittelt.
Von der ersten Einwohnerzählung im Jahr 1825 verdoppelte sich die Einwohnerzahl nahezu von 190 auf 344 im Jahr 1925, fiel danach jedoch auf rund 280 im Jahr 1946 zurück. Abgesehen von einigen Schwankungen blieb dieser Stand bis in die 1970er Jahre hinein, danach fiel die Einwohnerzahl auf etwa 220 in den 1980er und 1990er Jahren.
Während der Ort um die Jahrtausendwende knapp 250 Einwohner hatte, waren es 2009 nur noch 208.
Bereits gegen Ende des 19. Jahrhunderts war Teicha fast rein deutsch und lag im Randbereich des sorbischen Sprachgebiets. Als Arnošt Muka in den frühen 1880ern die Dörfer der Oberlausitz aufsuchte, um eine Statistik der sorbischen Bevölkerung aufzustellen, zählte er in den drei benachbarten Orten Rietschen, Teicha und Neuhammer nur 14 Sorben, die einen Bevölkerungsanteil von 1,3 % unter den 1047 Einwohnern hatten.
| Jahr      | 1825 | 1863 | 1871 | 1885 | 1905 | 1925 | 1939 | 1946 | 1950 | 1964 | 1971 | 1988 | 1990 | 1999 | 2002 | 2009 |
| Einwohner | 190  | 220  | 246  | 228  | 263  | 344  | 329  | 283  | 312  | 276  | 288  | 218  | 218  | 222  | 244  | 208  |

### Ortsname
Der Ortsname, 1402 als Angnyt vom Tyche und 1405 als de Tyche erstmals erwähnt, wurde schon 1419 mit Teiche by dem Dawpiz wiedergegeben. Es folgten im 15. und 16. Jahrhundert weitere Nennungen als Teiche, Teich oder Teichen und 1643 Dörflein Teicha.
Obwohl der Name, der eine Siedlung am oder zum Teich bezeichnet, in dieser Form deutschen Ursprungs ist, erfolgte in der Zeit des Nationalsozialismus eine Umbenennung in Teichrode. Ausschlaggebend war vermutlich, wie auch beim nichtslawischen Ortsnamen von Mortka, das als slawisch empfundene Suffix -a. Die Rückbenennung erfolgte wie bei den meisten umbenannten Orten des ehemaligen Kreises Rothenburg 1947.
Der sorbische Ortsname wurde im 19. Jahrhundert einheitlich mit Hatk wiedergegeben. Er setzt sich zusammen aus hat ‘Teich’ und dem Verkleinerungssuffix -k, bedeutet also „kleiner Teich“.

## Persönlichkeiten
Aus Teicha stammt der sächsische Landtagsabgeordnete Lothar Bienst (* 1956).

## Sehenswürdigkeiten
Sehenswert in Teicha ist das alte Herrenhaus mit Park.